# Nusalala brachyptera
Nusalala brachyptera is een insect uit de familie van de bruine gaasvliegen (Hemerobiidae), die tot de orde netvleugeligen (Neuroptera) behoort. 
Nusalala brachyptera is voor het eerst wetenschappelijk beschreven door Oswald in 1997.